# Depresión tropical Uno (2009)
La Depresión Tropical Uno fue el primer ciclón tropical en desarrollarse durante la temporada de huracanes del Atlántico de 2009. Después de ser declarada como una depresión tropical el 28 de mayo, fue por tercer año consecutivo que se forma una tormenta antes de que inicie la temporada oficial. Después de haberse formado en una área de baja presión en las costas de Carolina del Norte, la depresión tropical Uno se desarrolló sobre la corriente del Golfo. Después de alcanzar vientos sostenidos de 35 mph (55 km/h) y con una presión mínima de 1006 mbar (hPa: 29.71 inHg), la depresión empezó a debilitarse debido a una cizalladura de viento y la fría temperatura de la superficie del mar. Durante la tarde del 29 de mayo, la convección asociada con el sistema fue desplazada significantemente del centro de circulación; esto llevó al Centro Nacional de Huracanes a emitir su aviso final sobre la depresión que se había degradado a remanentes de baja presión. Como un ciclón tropical, la depresión tropical Uno no tuvo efecto en tierra; sin embargo, la precursora de la depresión menor traído lluvias y vientos a partes de la costa de Carolina del Norte.

## Historial meteorológico

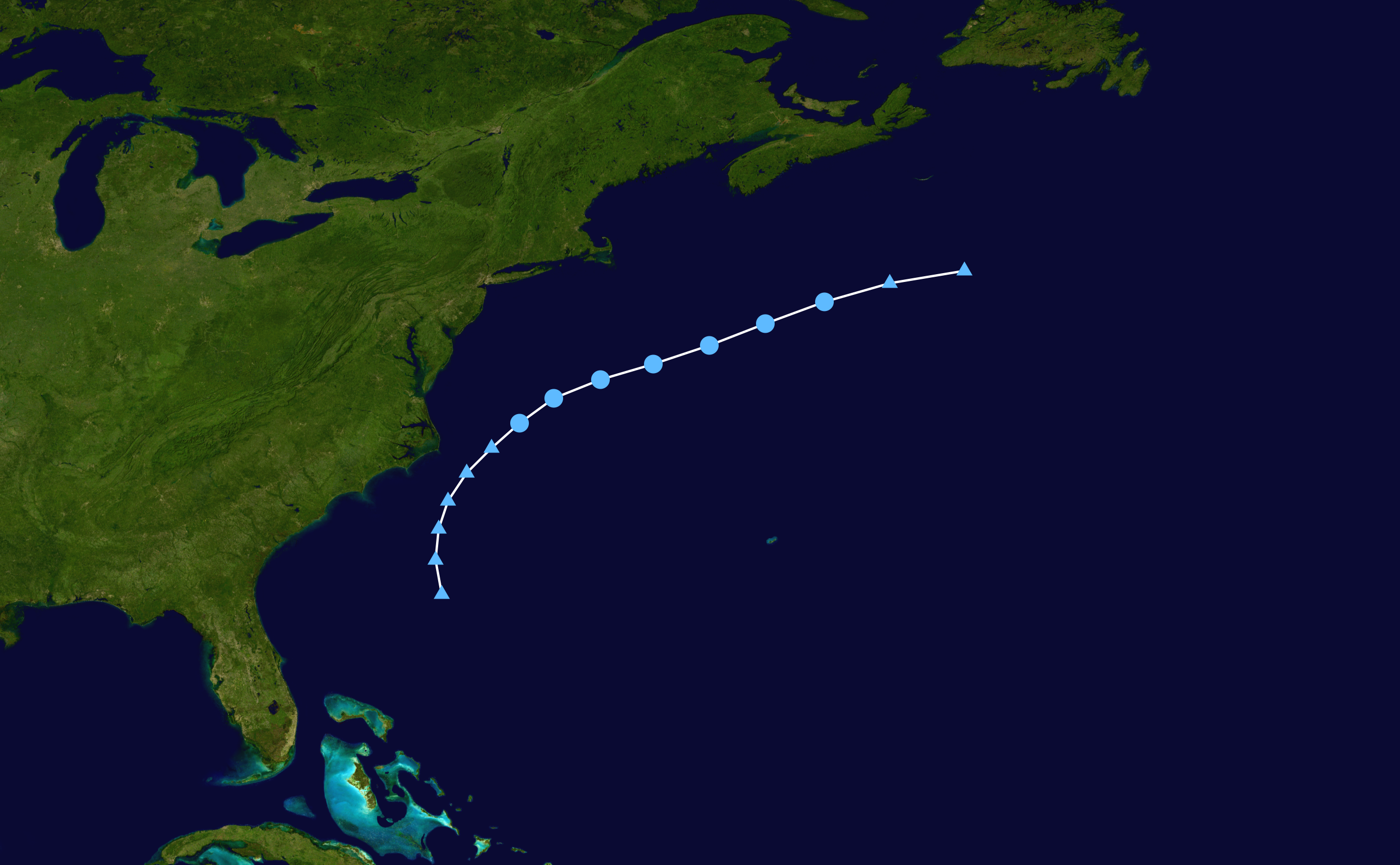
Recorrido.

La depresión tropical Uno se formó en un área de baja presión el 25 de mayo cerca de Las Bahamas. Con rumbo hacia el norte, el sistema empezó a organizarse. El 27 de mayo, el Centro Nacional de Huracanes (NHC) empezó a emitir sus predicciones sobre la depresión localizada a 120 millas (195 kilómetros) al sur del Cabo Hatteras, Carolina del Norte. También declaró que el sistema tenía pocas probabilidades de fortalecerse en un ciclón tropical ya que se preveía que se dirigiera progresivamente a aguas más frías. Un área de alta presión situada en el sureste del sistema se dirigía hacia el noreste Chaparrones y tormentas eléctricas se asociaron con el sistema desorganizado. Debido a la posibilidad de desarrollo, una Misión de reconocimiento de un caza huracanes, fue puesta en modo de espera para un posible vuelo en el sistema alrededor de 2 p. m. EDT. En la tarde del 27 de mayo, el sistema se volvió más desorganizado, lo que llevó a la cancelación del vuelo del caza huracanes a la tormenta. El NHC emitió su pronóstico final sobre la depresión a las 8 p. m. EDT (0000 UTC 28 de mayo) mientras el sistema se encontraba a 90 mi (150 km) al este del Cabo Hatteras, Carolina del Norte, ya que no se esperaba el desarrollo de la depresión en tormenta.
El 28 de mayo, el NHC volvió a emitir sus pronósticos sobre el sistema ya que la convección empezó a desarrollarse rápido. Alrededor de las 11:00 a. m. EDT (1500 UTC), se le asignó como Depresión Tropical Uno mientras estaba localizada a 310 mi (500 km) al sur de Providence, Rhode Island. Después de ser clasificada, la depresión exhibió una actividad convectiva profunda, con el centro de la circulación situado en el extremo noroeste. El redesarrollo del sistema fue el resultado de la baja cizalladura, y aguas cálidas, de hasta 26 °C (78,8 °F), de las Corrientes del Golfo. Más tarde ese día, convección comenzó a disminuir mientras la depresión se dirigía a una zona de cizalla y aguas más frías. Durante ese tiempo, el sistema se incorporó dentro del oeste entre la cresta subtropical al sureste y una vaguada en el noroeste. Alrededor de las 7:30 p. m. EDT (2330 UTC), un satélite QuickSCAT pasó sobre la depresión tropical y encontró vientos con fuerza de tormenta tropical; sin embargo, se determinó que los vientos habían sido afectados por la lluvia y, por lo tanto, no representaban la verdadera intensidad de la depresión. Después de que el satélite pasó sobre la depresión, el centro de circulación estuvo expuesta parcialmente en el noroeste y la zona de convección asociada con la depresión disminuyó.

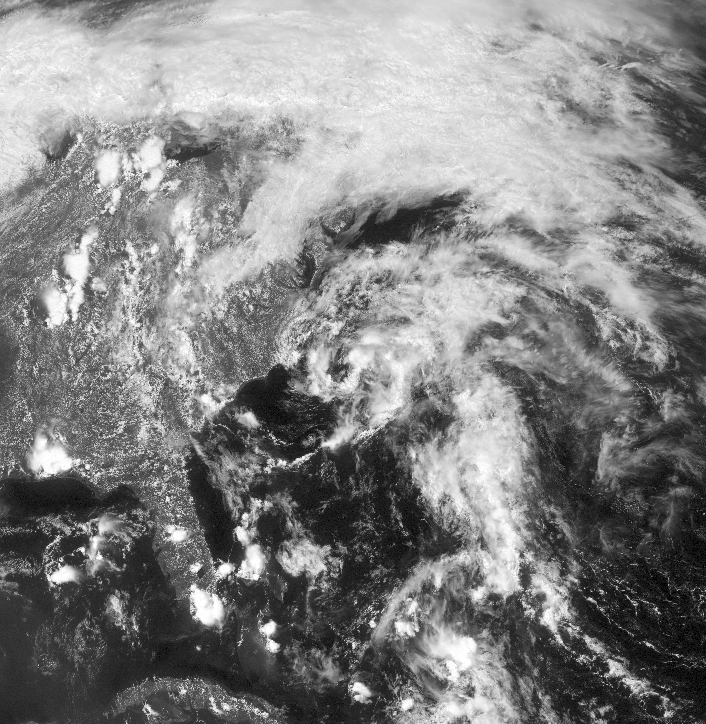
El precursor de la depresión tropical Uno el 27 de mayo, causando chaparrones en la costa de Carolina del Sur.

En la mañana del 27 de mayo, la depresión tropical Uno casi obtiene el estatus de tormenta tropical, con una intensidad estimada usando la Técnica Dvorak alcanzando T2.5, o 40 mph (65 km/h); sin embargo, las estimaciones fueron tan bajas como T1.5, por lo que la intensidad de la depresión permaneció a 35 mph (55 km/h). Después de una grave ruptura en la actividad convectiva en la madrugada, lluvias y tormentas eléctricas, persistieron hasta las 3:00 a. m. EDT (0700 UTC). Situado en el borde de la corriente del Golfo, las probabilidades de que se intensificara en una tormenta tropical eran nulas. Más tarde esa mañana, el centro de circulación se expuso plenamente por la fuerte cizalladura del viento, a través de un acercamiento que comenzó a absorber la pequeña depresión. El resto de la convección asociada con el sistema fue desplazada hacia el sureste. Sin que se formase una convección en torno a la depresión, se degeneró en un área de baja presión, durante la tarde del 29 de mayo. El Servicio Nacional de Huracanes ya preveía que la depresión entrara en una transición de depresión extratropical antes del 30 de mayo, hasta disiparse en aguas abiertas y al suroeste de Nueva Escocia. A las 5:00 p. m. EDT (2100 UTC) el NHC emitió su aviso final sobre la Depresión Tropical Uno.

## Preparación, impacto y récords
Los remanentes de la depresión tropical Uno produjeron leves lluvias en algunas partes de Carolina del Norte el 27 de mayo. Las precipitaciones en Hatteras fueron de 0,1 plg (2,5 mm) el 27 de mayo, con vientos sostenidos de hasta 15 mph (24,1 km/h) y con ráfagas de hasta 23 mph (37,0 km/h). La presión del nivel del mar registrada en relación con el sistema fue de 1009 mbar (hPa; 28.81 inHg). El aumento de los vientos a lo largo de las zonas costeras del estado eran posible en relación con el borde de la depresión. Cuando la depresión tropical se formó el 28 de mayo,marcó la tercera vez desde 1851, cuando los registros fiables en la cuenca atlántica comenzó, que una tormenta se formara por tres años consecutivos antes de la temporada, después de que la tormenta subtropical Andrea, que se formó en mayo de 2007 y la tormenta tropical Arthur en mayo de 2008. La primera tormenta en formarse fuera de temporada, fue en 1932, 1933, y 1934, y, la segunda fue en los años 1951, 1952, y 1953.